# Arntor
Albums de Windir
Sóknardalr
(1997) 1184
(2001)
Arntor est le deuxième album studio du groupe de Black metal norvégien Windir. L'album est sorti le 11 octobre 1999 sous le label Head not found.
C'est le dernier album où la majorité des instruments sont joués par Valfar, qui demeure l'unique compositeur du groupe.
La pochette de l'album est une affiche de propagande néo-nazie diffusée par le Nasjonal Samling illustré par Harald Damsleth.

## Musiciens
- Valfar - chant, guitare, basse, claviers, accordéon
- Steingrim - batterie
- Steinarson - chant clair

## Liste des morceaux
1. Byrjing – 3:17
2. Arntor, ein windir – 6:56
3. Kong Hydnes Haug – 6:37
4. Svartesmeden og Lundamyrstrollet – 9:02
5. Kampen – 6:36
6. Saknet – 10:03
7. Ending – 3:38